# كوفي ميدلتون ميندز
كوفي ميدلتون ميندز (بالإنجليزية: Kofi Middleton Mends)‏ (وُلد عام 1939 وتُوفيَّ عام 2016) كان ممثلًا غانيًا مخضرمًا ساهم بشكلٍ ملحوظٍ في نموّ صناعة السينما في غانا.

## المسيرة المهنيّة
أصبحَ كوفي ميدلتون ميندز ممثلًا معروفًا بالدور الذي لعبه في فيلم لا دموع على أنانس (بالإنجليزية: No Tears For Ananse)‏ والدور البطولي الآخر الذي لعبه في عددٍ من الأفلام والمسلسلات. أصبحَ ميندز في وقتٍ ما محاضرًا في جامعة غانا وفي المعهد الوطني للسينما والتلفزيون.

## قائمة أعماله
هذه قائمةٌ بأبرز أعمال ميندز:
- الفجر الرمادي (بالإنجليزية: Grey Dawn)‏ (2015)[11]
- هذه القطعة من الهند (بالإنجليزية: This Bit of That India)‏ (1972)[12]
- لا دموع على أنانسي (بالإنجليزية: No Tears for Ananse)‏ (1976)[13]
- الجانب الآخر من الغِنَى (بالإنجليزية: The Other Side of the Rich)‏ (1992)[14]
- لا وقت للموت (بالإنجليزية: No Time To Die)‏ (2006)[15]

## الوفاة
توفيَّ كوفي ميدلتون ميندز بسبب فشلٍ كلوي في مستشفى كورلي بو التعليمي في آب/أغسطس 2016.